# Tocado francés

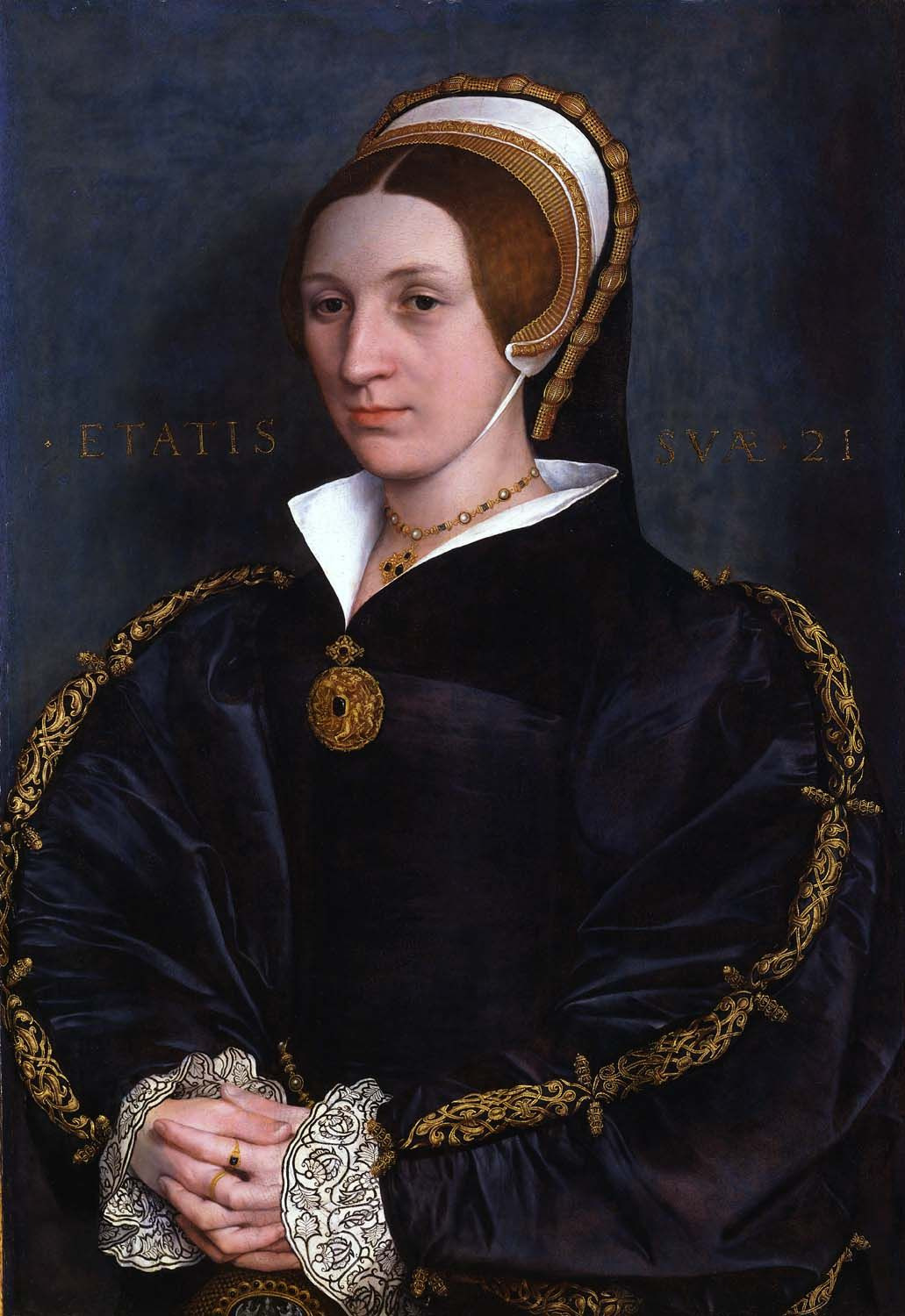
Elizabeth Seymour con un tocado francés. Retrato de Hans Holbein el Joven, alrededor de 1540

El tocado francés es un adorno femenino para la cabeza que se hizo muy popular en la Europa Occidental en el siglo XVI. Es similar al kokoshnik ruso, aunque ambos tocados no están relacionados. El tocado francés siempre dejaba la parte frontal del cabello a la vista.

## Historia
Partiendo del tipo de cofia arcelet, el tocado francés se caracteriza por ser de forma redondeada, al contrario que el tocado gable o inglés, de diseño más anguloso. Colocado sobre la cofia, llevaba un velo, habitualmente negro, sujeto en la parte posterior. Llegó a Inglaterra de la mano de Ana Bolena, que se había criado en Francia. Fue ignorado (y rechazado por despecho) por su sucesora Juana Seymour, pero volvió a ponerse de moda tras su muerte. Asimismo fue muy apreciado por Catalina Howard, prima de Ana Bolena y quinta esposa de Enrique VIII, y que, como ella, también murió ejecutada. 

### Partes del tocado
El tocado francés se compone de varias partes, colocadas en capas:
- Cofia – Hecha de lino, atada bajo la barbilla o quizás sujeta al pelo con horquillas. Antes de 1520, con los primeros tocados franceses, se pusieron de moda las cofias de color rojo, pero a partir de esa fecha prácticamente todas eran blancas.
- Crepine – Tocado fruncido o plisado hecho de lino fino o seda, que se podía llevar sin cofia. Posiblemente forman parte de la crepine el volante plisado que se aprecia en algunos retratos bordeando la cofia y también la parte posterior en forma de bolsa que recoge el cabello, como se ve en algunos de los tocados franceses más antiguos, que no llevaban velo.
- Paste – Pieza rígida que se coloca sobre la cofia y la crepine. Se podían llevar varias, superpuestas, en colores que contrastaran. Su nombre deriva probablemente de la pasta utilizada para endurecer el tejido.
- Veil – Parte trasera, casi siempre negra. Podía estar hecha de lana, seda, terciopelo o satén. Caía de forma recta, cubriendo el cabello por completo.
- Billaments – Decoración a lo largo del borde superior e inferior de la paste, formada por joyas, piezas de oro o perlas. El nombre deriva de la palabra francesa habilllement, que significa «decoración». En Inglaterra, las joyas que se lucían en este tocado estaban reguladas por la ley suntuaria de 1533, que exigía que cualquier hombre, cuya esposa llevara «un tocado francés de terciopelo con habiliment, paste o borde de oro, perlas o piedras»[2] debía tener al menos un caballo de gran calidad.
- Cornet o Bongrace – Un velo que podía colocarse encima o debajo del tocado, en forma de visera, que protegía los ojos del sol.

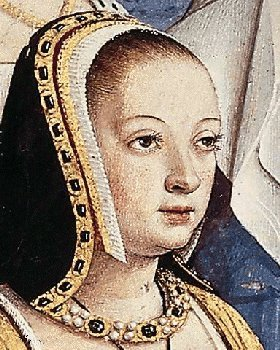
Origen del tocado francés: Ana de Bretaña, 1500–1510
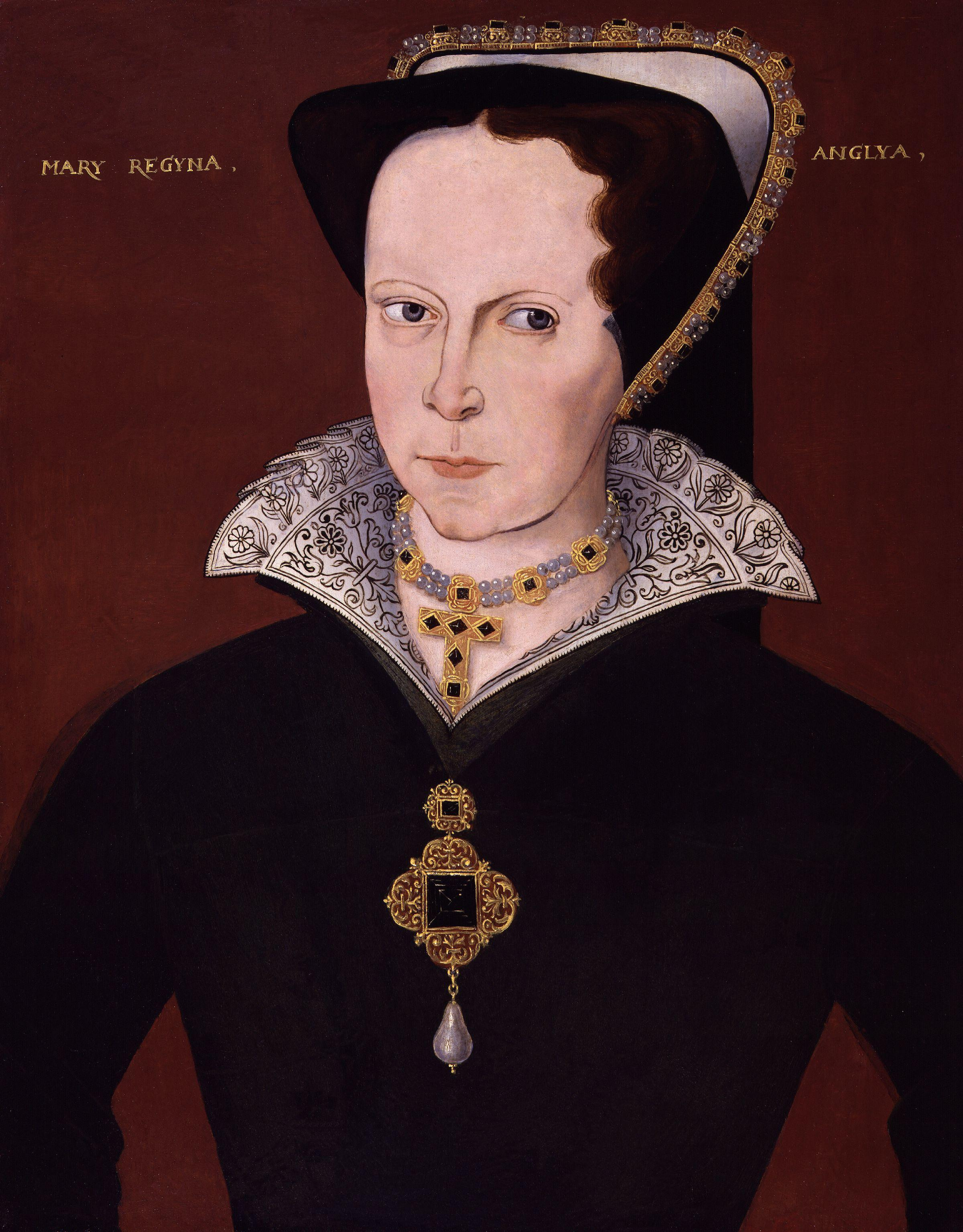
La reina María Tudor con tocado francés aplanado. Alrededor de 1555
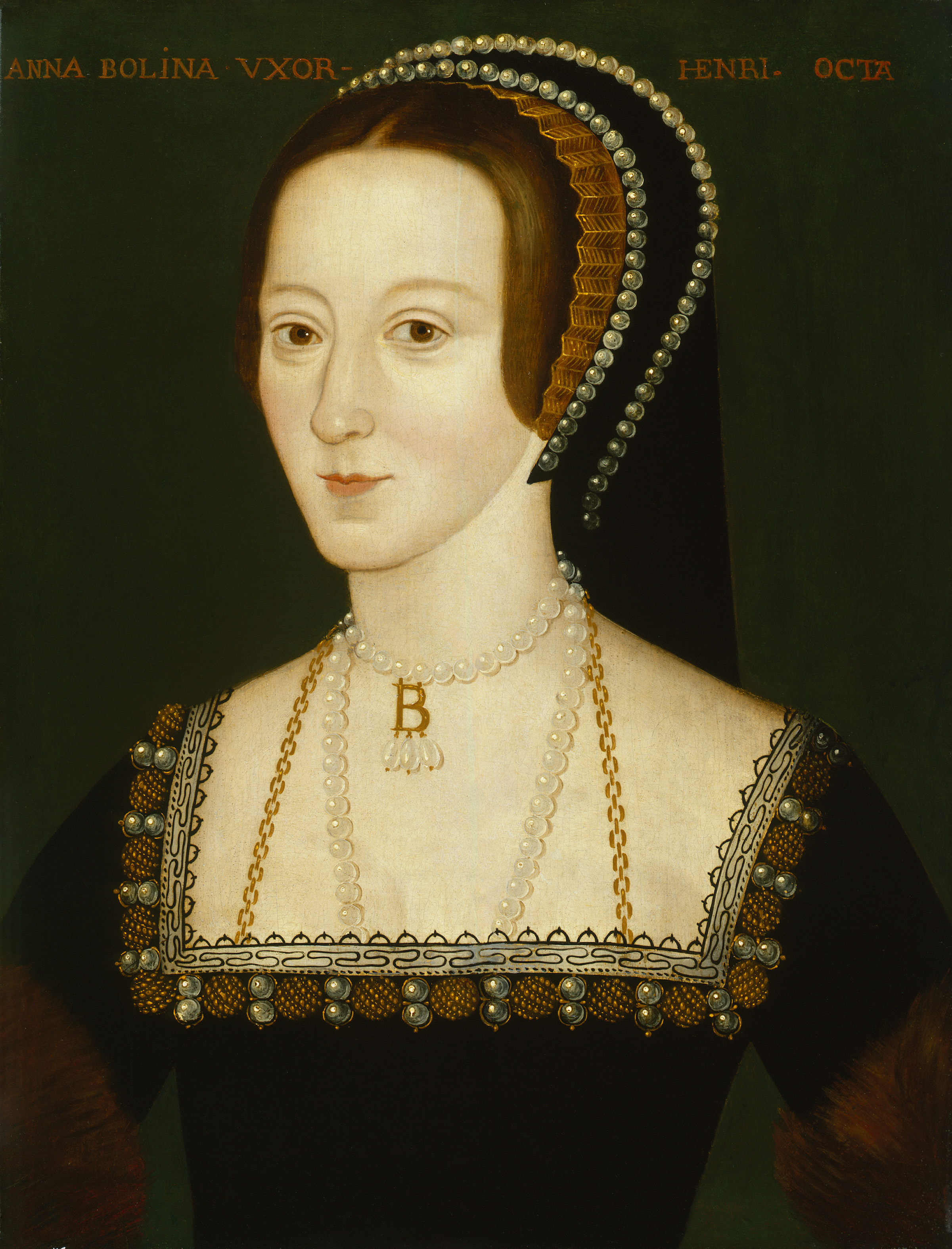
Ana Bolena con tocado francés. (Posiblemente 1530)